# Sos mi vida
Sos mi vida é uma telenovela argentina protagonizada por Natalia Oreiro e Facundo Arana, produzida por Pol-ka Producciones e transmitida pelo El Trece. Começou sua exibição em 16 de janeiro de 2006 e terminou em 9 de janeiro de 2007, alcançando, durante sua exibição, uma média geral de 26,9 pontos de audiência. No princípio, era transmitida de segunda a sexta às 21h, devido a crítica positiva modificou sua grade em diversas ocasiões durante a emissão do programa. Foi escrito por Ernesto Korovsky e Sebastián Parrotta, e foi transmitida em diversos países de Europa. Ganhou quatro troféus no prêmio Martín Fierro e três prêmio Clarín.
O programa se passa em uma história de amor entre os protagonistas, dos quais são interpretados Facundo Arana e Natalia Oreiro, que representam respectivamente, um empresário renomado e uma jovem boxeadora de origem humilde. A maior parte da trama se desenrola geralmente em forma humorística, em que os personagens ricos se relacionam com os costumes dos personagens pobres.

## Elenco[2]
| Ator / Atriz        | Personagem                    |
| ------------------- | ----------------------------- |
| Natalia Oreiro      | Esperanza Muñoz La Monita     |
| Facundo Arana       | Martín Quesada                |
| Carla Peterson      | Constanza Insúa               |
| Carlos Belloso      | Enrique Ferreti Quique        |
| Mónica Ayos         | Nilda Yadhur La Turca         |
| Fabiana García Lago | Kimberly                      |
| Dalma Milebo        | Nieves                        |
| Marcelo Mazzarello  | Miguel Quesada                |
| Griselda Siciliani  | Débora Quesada o bien Deby    |
| Elías Viñoles       | José Fernández                |
| Thelma Fardín       | Laura Fernández               |
| Ornella Fazio       | Ana Fernández, o bien Coqui   |
| Adela Gleijer       | Rosa                          |
| Nicolás D'Agostino  | Tony                          |
| Mia                 | Isabel Quesada Muñoz          |
| Alejandro Awada     | Alfredo Uribe                 |
| Claudia Fontán      | Mercedes                      |
| Pablo Cedrón        | Félix Pérez Garmendia Falucho |
| Patricia Palmer     | Isabel Muñoz                  |
| Pablo Alarcón       | Víctor Sambrano               |
| Ana Acosta          | Beatriz Uribe                 |
| Mike Amigorena      | Rolando Martínez              |
| Belen Caccia        | La Rubia                      |
| Michel Noher        | Jerónimo                      |
| Luis Acuña          | Montaña                       |
| Marcelo Savignone   | El Tano                       |